# Franck Tournaire
Pour les articles homonymes, voir Tournaire.
Pas d'image ? Cliquez ici

a Compétitions nationales et continentales officielles uniquement.

b Matchs officiels uniquement.
Franck Tournaire, né le 4 décembre 1972 à Narbonne (Aude), était un joueur de rugby à XV international français. Il met un terme à sa carrière en 2010 et devient entraîneur adjoint aux côtés de Christian Labit à l'US Carcassonne (pro D2).
Il a grandi à Sallèles-d'Aude et a commencé sa carrière professionnelle à Narbonne avant de jouer successivement pour le Stade toulousain, les Leicester Tigers, l'USA Perpignan, le RC Narbonne, le Racing Métro 92 puis l'US Carcassonne.

## Biographie

### En club
Franck Tournaire a commencé sa carrière professionnelle à Narbonne et s'est rapidement imposé comme l'un des piliers les plus prometteurs de sa génération, aux côtés de son ami Christian Califano. Il est l'un de ces joueurs qui ont commencé leur carrière comme amateurs et ont changé de statut avec l'avènement du professionnalisme, faisant parfois l'expérience d'un conflit entre les traditions du rugby dans lequel ils avaient grandi et les nouvelles exigences du professionnalisme. Entre 1995 et 1997, Franck Tournaire a joué à Narbonne avant de signer pour le Stade toulousain, qui dominait alors le rugby français. Sa signature a notamment prêté à controverse car il l'avait annoncée avant le huitième de finale (son dernier match avec Narbonne) entre le RC Narbonne et le Stade toulousain, match où il aura réalisé une grande prestation[réf. nécessaire].

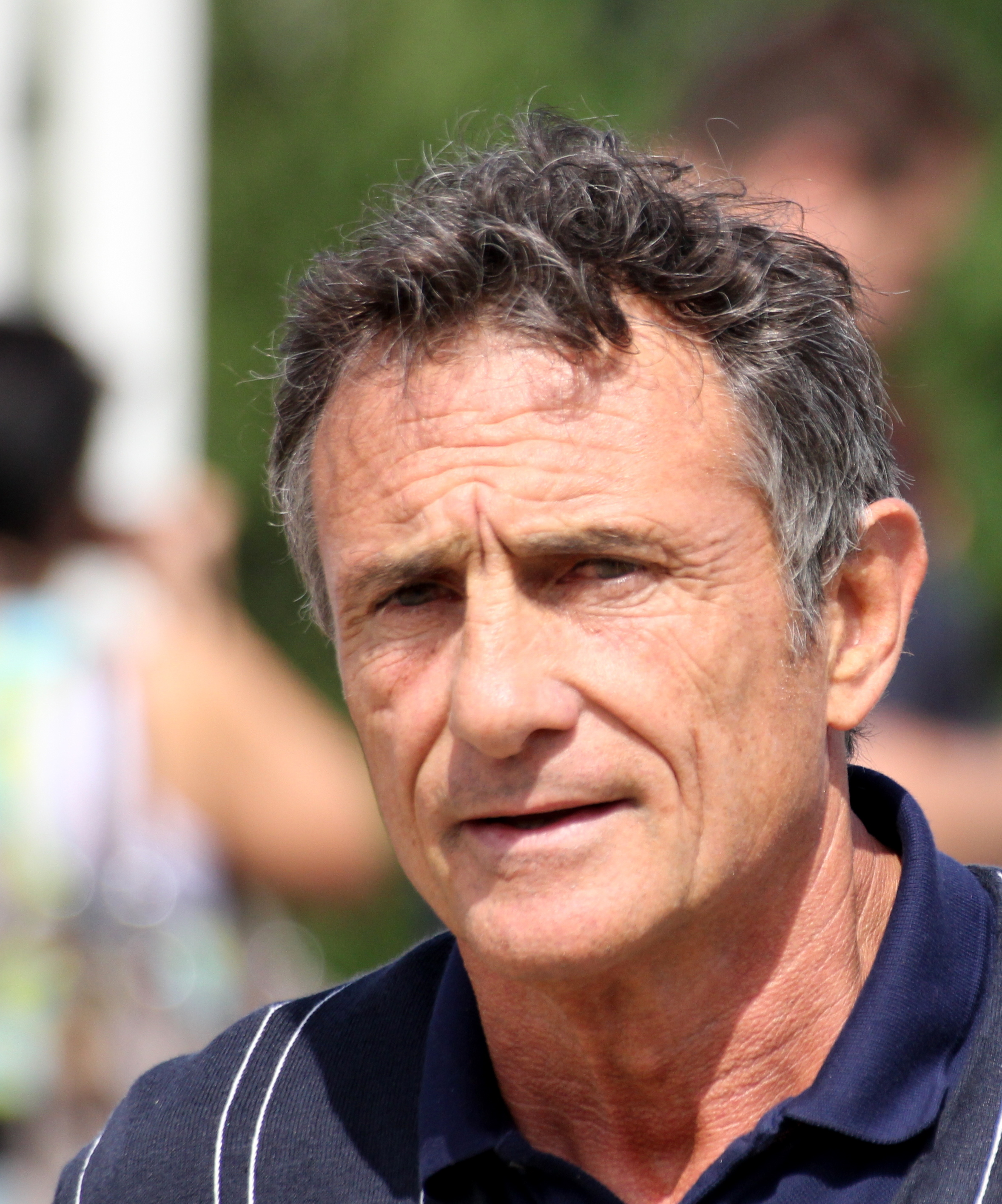
Guy Novès, ici en 2011, est l'entraîneur de Franck Tournaire de 1997 à 2002.

De 1997 à 2002, il a joué pour le Stade toulousain avec lequel il a remporté deux Boucliers de Brennus (1999 et 2001). À l'intersaison 2002, il signe avec les Leicester Tigers, un des meilleurs clubs européens, dont il devient le premier joueur français de l'histoire. Après une saison en Angleterre, il revient en France et signe à l'USA Perpignan où il jouera une saison.
Il retourne ensuite au RC Narbonne, son club formateur, avec lequel il passera trois saisons entre 2004 et 2007, contribuant en grande partie au maintien de son club dans l'élite en 2005 et 2006. Lors de la saison 2006-07, un conflit oppose les dirigeants du club à un certain nombre de joueurs dont les anciens internationaux Franck Tournaire et Christian Labit. Il en résultera un licenciement de ces deux joueurs en cours de saison et une relégation d'un RC Narbonne grandement affaibli[réf. nécessaire].
À l'intersaison 2007, il signe avec l'ambitieux Racing Métro, alors en Pro D2, au côté d'autres anciens internationaux (David Auradou, Thomas Lombard, Agustín Pichot...) avec pour objectif une montée rapide au sein de l'élite. À l'issue de la saison, il rejoint le club de Fédérale 1 de l'US Carcassonne. Il met fin à sa carrière à la suite de la montée du club en Pro D2.

### En équipe nationale
Franck Tournaire a connu la première de ses 49 sélections à 22 ans, un âge particulièrement précoce pour un pilier. C'était le 14 octobre 1995, lors de la Coupe Latine, contre l'Italie. Il s'est ensuite rapidement imposé comme le titulaire du poste en équipe de France, avec laquelle il a notamment remporté deux Grands Chelems en 1997 et 1998 et a disputé une finale de Coupe du Monde en 1999. Il était l'un des joueurs les plus redoutés au monde pour sa grande agressivité sur les terrains[réf. nécessaire]. La Coupe du Monde 1999 a marqué le sommet de sa carrière (il a été l'un des rares joueurs de la compétition a disputer l'intégralité des matchs).
Après la Coupe du Monde 1999, Franck Tournaire a encore joué un an en équipe de France avant de se voir remplacé par Pieter de Villiers par le nouveau sélectionneur Bernard Laporte. Au cours de sa carrière internationale, Franck Tournaire a marqué 2 essais (10 points).

### Avec les Barbarians
En novembre 2001, il connaît une première sélection avec les Barbarians français contre les Fidji à Toulon. Les Baa-Baas s'inclinent 17 à 15. En juin 2005, il est de nouveau sélectionné avec les Barbarians français pour aller défier la Western Province à Stellenbosch en Afrique du Sud. Les Baa-Baas s'inclinent 22 à 20.

## Palmarès

### En club
- Championnat de France de première division :
  - Champion (2) : 1999 et 2001
- Challenge Yves du Manoir : 
  - Vainqueur (1) : 1998

### En équipe nationale
- 49 sélections en équipe de France entre 1995 et 2000
- 2 essais (10 points)
- Sélections par année : 1 en 1995, 8 en 1996, 12 en 1997, 9 en 1998, 13 en 1999, 6 en 2000
- Tournois des cinq/six nations disputés : 1996, 1997, 1998, 1999, 2000
- Grand Chelem : 1997, 1998
- Vainqueur de la coupe Latine : 1995, 1997
- Tournées en Argentine en 1996 et 1998, en Australie en 1997 et en Nouvelle-Zélande en 1999

#### Tournoi des Cinq/Six Nations
| Édition           | Rang | Résultats France | Résultats Tournaire | Matchs Tournaire |
| ----------------- | ---- | ---------------- | ------------------- | ---------------- |
| Cinq Nations 1996 | 3    | 2 v, 0 n, 2 d    | 2 v, 0 n, 1 d       | 3/4              |
| Cinq Nations 1997 | 1    | 4 v, 0 n, 0 d    | 4 v, 0 n, 0 d       | 4/4              |
| Cinq Nations 1998 | 1    | 4 v, 0 n, 0 d    | 4 v, 0 n, 0 d       | 4/4              |
| Cinq Nations 1999 | 5    | 1 v, 0 n, 3 d    | 1 v, 0 n, 3 d       | 4/4              |
| Six Nations 2000  | 2    | 3 v, 0 n, 2 d    | 3 v, 0 n, 2 d       | 5/5              |

Légende : v = victoire ; n = match nul ; d = défaite ; la ligne est en gras quand il y a Grand Chelem.

#### Coupe du monde
En coupe du monde :
- 1999 : vice-champion du monde, 6 sélections (Canada, Namibie, Fidji, Argentine, Nouvelle-Zélande, Australie)

| Édition          | Rang      | Résultats France | Résultats Tournaire | Matchs Tournaire |
| ---------------- | --------- | ---------------- | ------------------- | ---------------- |
| Royaume-Uni 1999 | Finaliste | 5 v, 0 n, 1 d    | 5 v, 0 n, 1 d       | 6/6              |

Légende : v = victoire ; n = match nul ; d = défaite.